# Rhododendron qinghaiense
Rhododendron qinghaiense är en ljungväxtart som beskrevs av Ren Chang Ching och W.Y. Wang. Rhododendron qinghaiense ingår i släktet rododendron, och familjen ljungväxter. Inga underarter finns listade i Catalogue of Life.